# Přechodové zpětné napětí

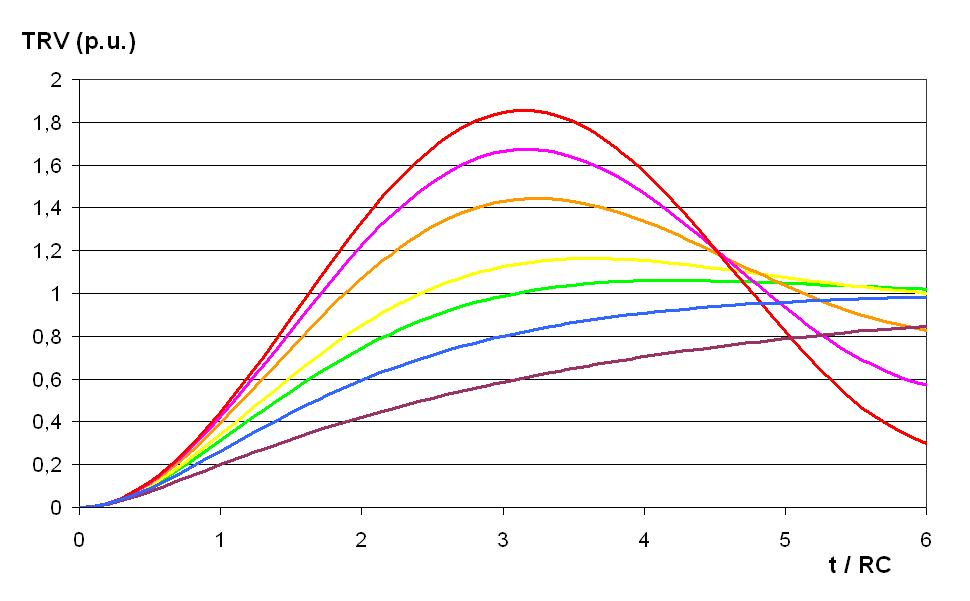
Příklady vlnových tvarů PZN TRV: PZN

Přechodové zpětné napětí (dále PZN) je pojem užívaný pro vysokonapěťové jističe. Je to průběh napětí v čase, který se objevuje na svorkách po přerušení proudu. Je to kritický parametr při poruchovém přerušení ("vyskočení") vysokonapěťového jističe. Vlastnosti PZN (amplituda, rychlost růstu) mohou vést buď k úspěšnému přerušení proudu, nebo k poruše (tzv. Reignice/znovuzapálení nebo restrike/zpětný úder).
PZN závisí na vlastnostech systému připojeného na obou svorkách jističe a na typu poruchy, kterou musí tento jistič přerušit (jedno-, dvou- nebo třífázové poruchy, uzemněná nebo neuzemněná porucha, atd.).
Charakteristiky systému zahrnují:
- typ neutrálního pólu (účinně uzemněný, neuzemněný, pevně uzemněný ..)
- druh zátěže (kapacitní, induktivní, odporové)
- druh připojení: kabelové, linkové připojení.

Nejzávažnější PZN se projevuje na prvním pólu jističe, který přeruší proud. Parametry PZN jsou definovány v mezinárodních normách, jako jsou IEC a IEEE (nebo ANSI ).

## Kapacitní zátěž

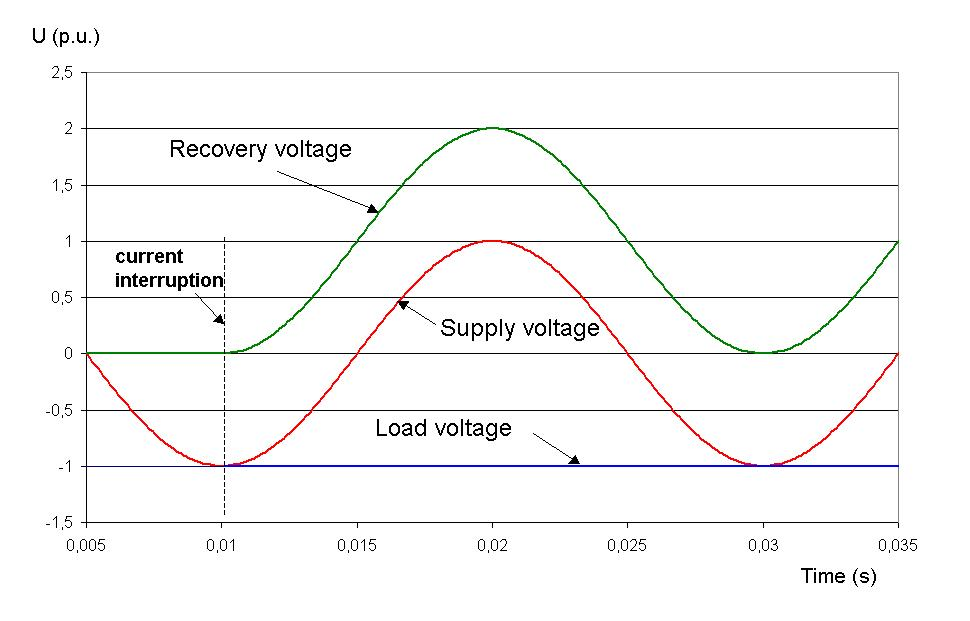
Obrázek 1 – zpětné napětí v případě kapacitní zátěže current interruption: čas přerušení proudu Recovery voltage: zpětné napětí
Supply voltage: napájecí napětí Load voltage: napětí v zátěži

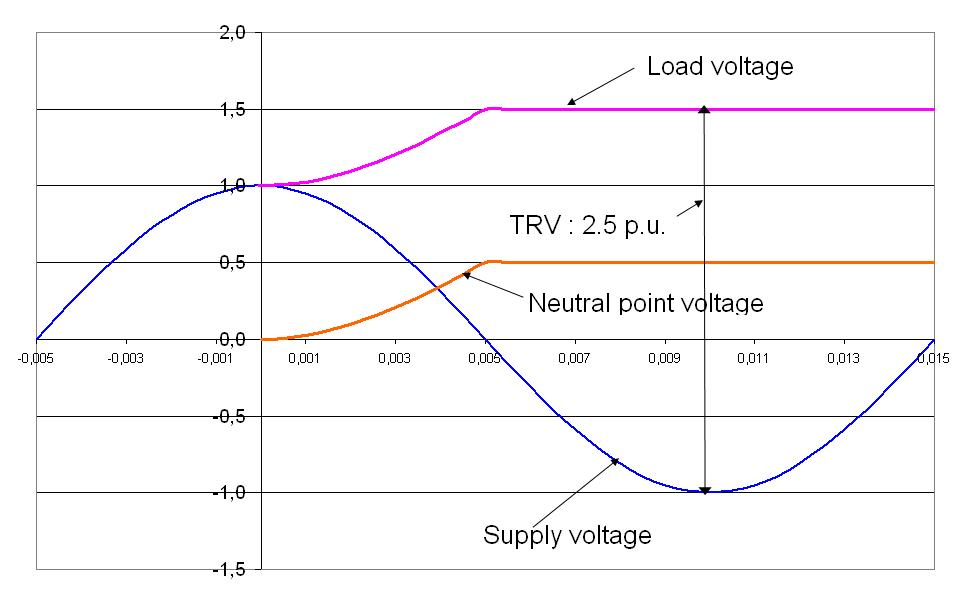
Obrázek 2 – Napětí na svorkách prvního pólu, který přeruší třífázové kapacitní proudy v systému s izolovaným neutrálním napětím. Supply voltage: napájecí napětí Load voltage: napětí v zátěži
Neutral point voltage: bod nulového napětí

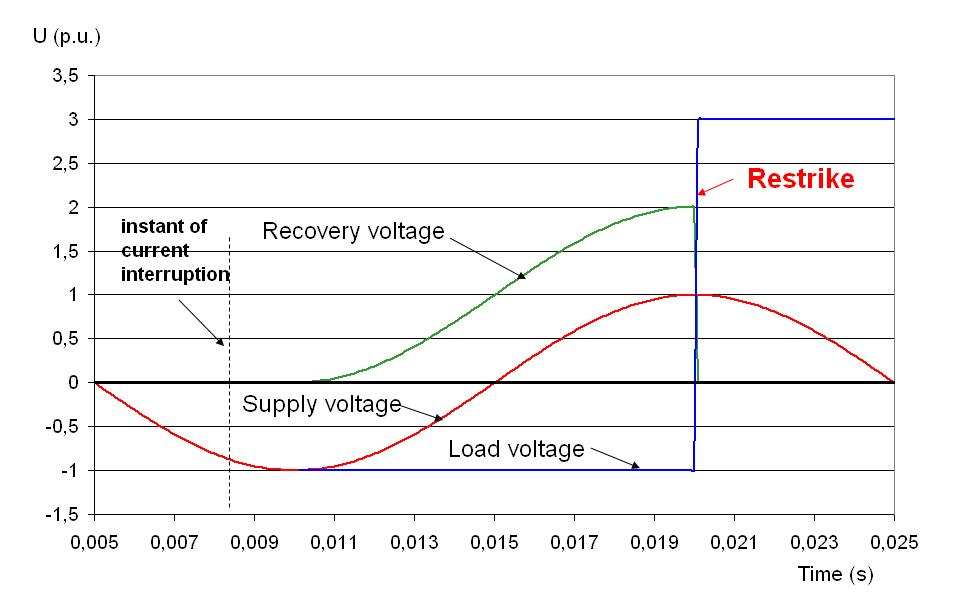
Obrázek 3 – Vývoj napětí s restrike nastávajícím půl cyklu po přerušení proudu, v případě jednofázového kapacitního přepínání proudu instant current interruption: moment přerušení proudu Recovery voltage: zpětné napětí
Supply voltage: napájecí napětí Load voltage: napětí v zátěži
Supply voltage: napájecí napětí Load voltage: napětí v zátěži
Neutral point voltage: bod nulového napětí

Typickými případy kapacitních zátěží jsou nezatížené vedení a kondenzátorové banky.

## Indukční obvod

### Porucha terminálu/pólu

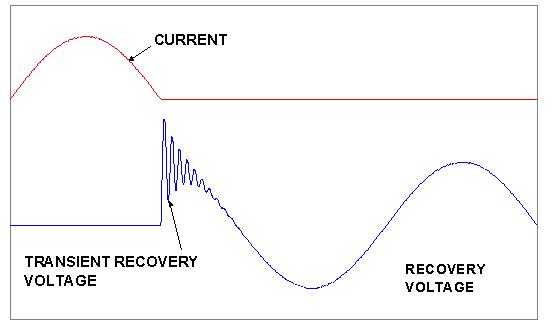
Obrázek 4 – PZN v indukčním obvodu Current: průběh proudu Transient Recovery Votage: PZN
Recovery Votage: zpětné napětí

Porucha terminálu je porucha, ke které dochází na svorkách jističe. Jistič přeruší nastalý zkrat, proud klesne. V tomto okamžiku je napájecí napětí maximální a zpětné napětí má tendenci dosáhnout napájecího napětí s vysokofrekvenčním přechodem. Normalizovaná hodnota faktoru překmitu nebo amplitudy je 1,4.